# Сентрал-Гай (Оклахома)
Сентрал-Гай (англ. Central High) — місто (англ. town) в США, в окрузі Стівенс штату Оклахома. Населення — 1181 особа (2020).

## Географія
Сентрал-Гай розташований за координатами 34°36′52″ пн. ш. 98°5′19″ зх. д. / 34.61444° пн. ш. 98.08861° зх. д. (34.614327, -98.088648).  За даними Бюро перепису населення США в 2010 році місто мало площу 139,56 км², з яких 137,04 км² — суходіл та 2,53 км² — водойми.

## Демографія
Згідно з переписом 2010 року, у місті мешкало 1199 осіб у 445 домогосподарствах у складі 351 родини. Густота населення становила 9 осіб/км².  Було 484 помешкання (3/км²).
Расовий склад населення:
| - 90,9 % — білих - 3,4 % — корінних американців - 0,6 % — чорних або афроамериканців - 0,2 % — азіатів - 1,3 % — осіб інших рас |

До двох чи більше рас належало 3,6 %. Частка іспаномовних становила 3,4 % від усіх жителів.
За віковим діапазоном населення розподілялося таким чином: 27,8 % — особи молодші 18 років, 57,9 % — особи у віці 18—64 років, 14,3 % — особи у віці 65 років та старші. Медіана віку мешканця становила 39,5 року. На 100 осіб жіночої статі у місті припадало 101,2 чоловіків;  на 100 жінок у віці від 18 років та старших — 99,1 чоловіків також старших 18 років.
Середній дохід на одне домашнє господарство  становив 71 839 доларів США (медіана — 62 841), а середній дохід на одну сім'ю — 74 473 долари (медіана — 66 667). За межею бідності перебувало 12,1 % осіб, у тому числі 16,5 % дітей у віці до 18 років та 14,2 % осіб у віці 65 років та старших.
Цивільне працевлаштоване населення становило 502 особи. Основні галузі зайнятості: освіта, охорона здоров'я та соціальна допомога — 30,7 %, виробництво — 13,7 %, публічна адміністрація — 10,8 %, сільське господарство, лісництво, риболовля — 8,6 %.